# Ана Сорокин
Ана Сорокин (рус. Анна Сорокина; 23. јануар 1991) је преваранткиња која се у периоду између 2013. и 2017. године представљала као богата племкиња како би била у друштву уважених уметника Њуjорка, у коме се представљала као Ана Делви (Anna Delvey).
Потиче из породице радничке класе у тадашњем Совјетском савезу (данас Русији) са којом је емигрирала у Немачку са својих шеснаест година 2007. године. Године 2011. напушта Немачку, живи у Лондону и Паризу пре него што се преселила у Њујорк 2013. године где је стажирала за француски модни часопис Пурпл. Сорокин је осмислила приватни клуб и уметничку фондацију, што је укључивало и закуп зграде у којој су се налазили штандови и излагале изложбе познатих уметника које је упознала током стажирања. Касније је направила лажне финансијске документе како би поткрепила своје тврдње да има фонд од више милиона еура и фалсификовала вишеструке потврде банковног трансфера. Сорокин је користила разне документе и лажне чекове како би преварила банке, познанике и трговце некретнинама да јој исплате готовину и велике кредите без икакве личне штете. Ана је искористила ово да финансира свој раскошан животни стил, укључујући апартмане у више луксузних хотела. Између 2013. и 2017. године Сорокин је преварила многе финансијске институције, банке, хотеле и појединце за укупно 275.000 долара.
Године 2017. ЊП је ухапсиo Сорокину уз помоћ њене тадашње пријатељице, Рејчел ДеЛоуч Вилијамс, која је оптужила Ану да ју је преварила и украла 62.000 долара. Сорокин је 2019. године осуђена на државном суду у Њујорку за покушај крађе првог и другог степена и крађу услуга, осуђена је на 4 до 12 година затвора. Након што је одслужила две године, премештена је у притвор у америчкој имиграционој и царинској служби ради депортације у Немачку. Међутим, 5. октобра 2022. године, Сорокин је добила кауцију од 10.000 долара и пуштена је из затвора. Од октобра 2022. године, одређен јој је константан кућни притвор са електронским надзором и без приступа друштвеним мрежама.
Сорокинина прича је добила ширу славу када је Вилијамсова написала подужи чланак за Венити Фер о свом искуству са Сорокин 2018. године. Она је проширила причу у својој књизи Моја пријатељица Ана из 2019. године. Исте године, новинарка Џесика Преслер написала је чланак за Њујорк о Сорокинином социјалистичком животу; Нетфликс јој је платио 320.000 долара за права на њену причу и развио је мини серију Измишљајући Ану из 2022. године. Сорокинина животна прича била је тема многих других телевизијских емисија, интервјуа, подкаста и позоришних продукција.

## Рани живот
Ана Сорокин рођена је 23. јануара 1991. године у Домодедову, сателитском граду радничке класе јужно од Москве, Руске Совјетске Федеративне Социјалистичке Републике у Совјетском Савезу. Њен отац, Вадим, радио је као возач камиона, док је њена мајка држала малу продавницу. Године 2007., када је Сорокин имала 16 година, њена породица се преселила у Северну Рајну-Вестфалију у Немачкој. Тамо је њен отац постао главни у транспортној компанији све док компанија није постала неликвидна 2013. године. Затим је отворио фирму за климе и вентилацију, специјализовану за ефикасно коришћење енергије. Сорокинина мајка је била домаћица. Сорокин је похађала Епископску школу Госпе од Ешвајлера (нем. Bischöfliche Liebfrauenschule Eschweiler), католичку гимназију у Ешвајлеру. Њено друштво описивало је као тиху, мучила се са учењем немачког језика. Као девојка, Сорокин је редовно пратила Воуг, модне блогове и имиџ налоге. Након што је завршила школу у јуну 2011. године, Сорокин се преселила у Лондон како би похађала Централни Сеинт Мартинс (енг. Central Saint Martins), уметничку школу, али је исту убрзо напустила и вратила се у Немачку. Године 2012. накратко је стажирала у једној компанији за односе с јавношћу у Берлину. Сорокин се потом преселила у Париз, где је зарађивала око 400 еура месечно кроз стажирање за Пурпл, француски модни магазин. Иако Сорокин није често причала са својим родитељима, они су јој плаћали кирију. Отприлике у то време, Сорокин је почела да користи име „Ана Делви“, за које је тврдила да је засновано на девојачком презимену њене мајке. Сорокинини родитељи су, међутим, рекли да не препознају то презиме. Сорокин је касније признала да га је она измислила.

## Превара
Средином 2013. године, Сорокин је путовала у Њујорк како би присуствовала на Њујоршкој недељи моде. Примећујући да је у Њујорку лакше успоставити пријатељства него у Паризу, одлучила је да остане тамо, где се на кратко време и запослила у Њујоршкој канцеларији магазина Пурпл. По напуштању тог запослења, Сорокин је створила Ана Делвеј фондацију, како би је финансирали уметници из високог друштва. Најава њеног предлога обухватала је закуп целе куће Црквене мисије (енг. Church Missions House), имања које се састоји од шест спратова и 45.000 квадратних метара које је у власништву компаније Аби Росен, као и простор за догађаје и уметнички студио. Планирала је креирање визуелног уметничког центра са штандовима које би одржавао уметник Данијел Аршам, а ту су биле и изложбе Урс Фишера, Дамијена Хирста, Џеф Кунса и Трејси Емин. У организацији је добила помоћ од сина познатог архитекте Сантијага Калатраве. Исто тако, водила је разговоре о продаји пића на том догађају са Рум Роџерсом. Ди-џеј Ел Ди је описала необичан сусрет са Сорокин на забави у мају 2014. године у Монтоку, Њујорк, где се Сорокин претварала да је богата, хвалећи се брендовима одеће коју је носила, али је такође молила присутне за место где би преспавала. Када су одбили њене молбе, провела је ноћ спавајући у аутомобилу. Ди је такође описала остале госте на забави коју је организовала Сорокин у Стандарду, на Хај Лајну, као људе које је мало познавала - као да су се можда други пут срели са Аном, исто као и она. Сви су седели тихо, зуривши у своје телефоне. Ел Ди је Сорокин описала као заслужну и злу, посебно према људима у угоститељској индустрији. Критиковала је људе који нису имали пуно пратилаца на Инстаграму, а хвалила се идејом да ће изнајмити апартман на крову са шест спаваћих соба од 12.000 долара месечно. Истакла је да се Сорокин ослањала на њу и друге познанике да плаћају њене трошкове, тврдећи да је заборавила новчаник или да јој кредитне картице не раде, плачући крокодилске сузе које су брзо престале када је схватила да таква варка неће успети.
У 2015. години, Сорокин је упознала Мајкла Хуанга, колекционара уметнина и студента Универзитета Пенсилваније, на једној вечери. Када је сазнала да Хуанг планира посету бијеналеу у Венецији, Сорокин је изразила жељу да иде с њим. Хуанг је прихватио и резервисао лет и хотелску собу за њу, уз услов да му надокнади трошак од 2.000–3.000 долара. Након што су се вратили у Њујорк, Сорокин је наводно заборавила на договор и није платила Хуангу. Хуанг је првобитно мислио да је Сорокин просто расејана. Исте године, Сорокин је била на Арт Баселу у Мајамију. Организовала је прославу свог рођендана у ресторану Садел у јануару 2016. године, али када јој је кредитна картица одбијена, и када је Хуанг објавио слике са догађаја на друштвеним мрежама, запослени у ресторану су Хуанга питали за њен контакт и податке. Тада је Хуанг почео да сумња у Сорокин, приметивши да увек плаћа готовином и живи у хотелу. Новац му је касније враћен, али са рачуна на Венмоу под непознатим именом. Након тога ју је блокирао на друштвеним мрежама, окончавши њихово пријатељство.
У фебруару 2016. године, док је Сорокин одседала у хотелској соби у Стандарду, на Хај Лајну, срела је Рејчел ДеЛоач Вилијамс, тада уредницу фотографија у Венитy Феру, у ноћном клубу. Вилијамс је описала Сорокин као изискану и несклону претњама особљу и рекла је: ,,Ни када се лифт отвори, не би чекала да други људи изађу". Ипак, између њих се развило блиско пријатељство, а Вилијамс је касније играла значајну улогу у хапшењу Ане Сорокин. Сорокин се служила Мајкрософт Вордом како би правила фалсификоване изводе из банке и остале финансијске документе који су наводили да располаже са 60 милиона еура на швајцарским банковним рачунима, али да им не може приступити јер су у поуздању, док се она налази у САД-у. Један од њених познаника је упознао са адвокатом Ендру Ленсом из компаније Гибсон Дун, који је потом ступио у комуникацију са неколико великих финансијских институција, укључујући Сити Националну банку (енг. City National Bank) и Фортрес групу за инвестиције. У новембру 2016. године, Сорокин је поднела лажне документе Сити Националу као захтев за кредит од 22 милиона долара. Када Сорокин није могла да представи извор швајцарских средстава, Сити Национал је одбио да продужи њен кредит, па је тада поднела захтев за кредит од Фортреса. Фортрес је прихватио тај захтев, под условом да Сорокин плати 100.000 долара као покриће правних трошкова повезаних са захтевом. Потом, у децембру 2016. године, пошто Сорокин није могла да издвоји средства за кирију, кућа црквене мисије је уместо тога издата Фотографисци Њујорк.
12. јануара 2017. године, Сорокин је успела да убеди Сити Национал да јој одобре привремени прекорачни кредит од 100.000 долара, уз обећање да ће га брзо вратити. Како би подржала своју причу, Сорокин је користила лажне АОЛ адресе е-поште на имену Питер Хенек, наводећи да је то њен непостојећи пословни менаџер; када су се појавиле сумње, тврдила је да је Хенек преминуо, а затим је смислила нову личност под именом Бети Вагнер. Током њеног суђења, тужиоци су касније открили да је претраживала на Гуглу “како направити лажну и неоткривену е-пошту”. Сорокин је уплатила 100.000 долара Фортресу за захтев за кредит, али један директор у Фортресу постао је сумњичав због неусаглашености у њеним документима - на пример, тврдила је да је немачког порекла, иако је њен пасош открио да је рођена у Русији. Када је директор договорио проверу Сорокининих средстава састанком са њеним банкарима у Швајцарској, она је повукла захтев за кредитом како би избегла даљу истрагу. У фебруару 2017. године, Сорокин је добила натраг део од 55.000 долара прекораченог кредита који није био потрошен од стране Фортреса као део процеса провере кредитне способности. Након тога, Сорокин је трошила велике суме новца на луксузну одећу, електронику и личног тренера, као и на фарбање косе од 800 долара и вештачке трепавице од 400 долара.
На дан 18. фебруара 2017. године, Сорокин се пријавила у собу хотела 11 Хауард у Соху, Менхетну, по цени од 100 долара по ноћи. Често је давала рецепционеру бакшиш од 100 долара у готовини, с којим је успоставила пријатељски однос, као и другим запосленима за мале услуге попут препорука ресторана или доставе пакета у њену собу. Међутим, већина особља је сматрала да Сорокин може бити напорна и описивала је њене коментаре као непристојне и снобовске. Сорокин се брзо адаптирала на атмосферу хотела, често се шетајући у хеланкама или хотелском огртачу. Редовно је вечерала у Ле Куку, ресторану хотела, где се спријатељила са шефом кувара, Данијелом Роузом, и фактурисала трошкове својих оброка на својој хотелској соби. Такође је частила портира масажама, маникиром и сесијама са познатим личним тренером Кејсијем Дјуком. Када су у менаџменту открили да Сорокин нема регистровану кредитну картицу, захтевали су да измири рачун од 30.000 долара. У нади да ће задржати наклоност особља, Сорокин је послала кутију шампањца Дом Перињона из 1975. године, али правила хотела су спречила особље да прихвати поклон. До марта 2017. године, месец дана након што је добила преосталих 55.000 долара од накнаде за захтев за кредит, због својих раскошних трошкова, Сорокин је остала без новца. Тада би често нудила пријатељима да их изведе на пиће и вечеру, али када би дошло време да плати рачун, тврдила би да је заборавила своје кредитне картице или да не функционишу.  У то време, Сорокин је била веома активна на њујоршкој друштвеној сцени; присуствовала је вечерама на којима је упознала Мекаулија Колкин и Мартина Шкрелија.
У априлу 2017. године, Сорокин је депоновала лажне чекове у вредности од 160.000 долара на рачун у Ситибанку, од којих је успела да повуче 70.000 долара. Након тога, пребацила је 30.000 долара на рачун хотела 11 Хауард како би измирила дуговање.
У мају 2017. године, Сорокин је организовала повратни лет пословним авионом преко авиокомпаније Блејд за Омаху, Небраска, како би присуствовала годишњем састанку компаније Беркшир Хетвеј и имала прилику да се састане са Вореном Бафетом. Да би резервисала лет, користила је лажну потврду о банкарском трансферу са Дуч Банком за накнаду од 35.390 долара. Иако је тврдила да је упознала извршног директора Блејда, Роберта С. Визентала, касније је откривено да је Визентал не познаје. Након што је неколико пута одбијала да плати, Блејд ју је пријавио полицији у августу 2017. године. Касније је тврдила да је током путовања успела да се увуче на приватну забаву у Зоолошком врту и акваријуму Хенри Дурлу где се дружила са Билом Гејтсом.
Будући да Сорокин и даље није била вољна да пружи кредитну картицу хотелу 11 Хaуард током свог боравка у Омахи, код за улазак у њен хотелски апартман је био промењен, а њене личне ствари смештене су у складиште. Као одмазду, применила је тактику коју је научила од Мартина Шкрелија, купујући домене са именима менаџера хотела и слањем мејлова у којима је тражила откупнину од по милион долара. Након три месеца боравка у 11 Хауард, уз подршку своје пријатељице Рејчел ДеЛоач Вилијамс, Сорокин је преместила своје ствари у хотел Меркер. Такође, провела је две ноћи у хотелу Бауерy, доставивши хотелу лажну потврду о банковном трансферу са Дуч банком.
У мају 2017. године, Сорокин је организовала путовање у Мароко за Вилијамс, Кејси Дјук и свог сниматеља, тврдећи да ће сви трошкови бити покривени, наводећи да је то неопходно како би обновила своју Електронску системску ауторизацију за путовање (ЕСАП). Подстакнута примером Клои Кардашиан, Сорокин је резервисала риад од 7.000 долара по ноћи са три спаваће собе, приватним базеном и личним батлером у хотелу Ла Мамуниа, луксузном хотелу са пет звездица у Маракешу, са идејом да направи такозвани документарац иза кулиса о стварању своје фондације.
Након неколико дана, особље је обавестило да не могу да користе њене кредитне картице и затражили су алтернативни начин плаћања. Сорокин је пружала изговоре, оптужујући људе да су погрешно укуцали бројеве или да су њихови системи били недоступни. Недостатак кредитне картице у евиденцији резултирао је отказом једног члана особља хотела. Сорокин је успела да убеди Вилијамс да плати рачун од 62.000 долара, што је било више од њене годишње плате, користећи своје пословне и личне кредитне картице, уз обећање да ће јој Сорокин касније надокнадити путем банковног трансфера. Вилијамс је такође платила летове до Марока, нове Сорокинине ствари и приватну туру Мајорел баште користећи своје кредитне картице, са Сорокининим обећањима да ће јој вратити новац.
Иако је Ана понављала обећања изнова и изнова, Вилијамс је добила само 5.000 долара назад и морала је да тражи новац од пријатеља како би платила кирију, будући да је у том тренутку имала само 410 долара на свом текућем рачуну. Американ Експрес је касније уклонио око 52.000 долара са њених кредитних картица. Након што је контактирала друге познанике који су јој такође позајмили новац, а није им га вратила, и који су сви чули различите приче о наводном богатству Аниних родитеља, Вилијамс је схватила да је Сорокин преваранткиња.
У Мароку, Сорокин је такође одсела у Касбах Тамадоту, луксузном хотелу Вирџин ограничене серије, и у хотелима и одмаралиштима Четири годишња доба у Казабланци. Боравећи у том хотелу, затражила је од Кејси Дјук, која се већ вратила у Њујорк због тровања храном, да подмири трошкове собе. Када је Дјук понудила да плати Сорокинин лет назад за Њујорк, Ана је инсистирала на путовању прве класе. Током боравка, Сорокин је уживала у изврсним винима и најскупљим шампањцима, чак се одлучивши за хеликоптерски превоз до аеродрома у Казабланци.
По повратку у Њујорк крајем маја, Сорокин се преселила у Бикман Хотел. Тек двадесет дана касније, у јуну 2017. године, након што је направила рачун од 11.518 долара и неуспешно покушала да га плати и поред обећања, била је избачена. Затим је покушала сличну превару у хотелу W Њујорк Даунтаун, не плаћајући рачун од 503,76 долара; након само два дана, избачена је и оптужена за крађу услуга. До 5. јула, Сорокин је била бескућница. Тада је звала Дјук, која је била на састанку, плачући и притискајући је да јој нађе смештај. Такође је замолила Вилијамс за смештај, поново у плачућем маниру, што је Вилијамс одбила. Сорокин је такође покушала да побегне из ресторана хотела Ле Паркер Меридиен након што није платила рачун. Када су је ухватили, полицији је тврдила да може добити пријатеља који ће платити рачун за пет минута. У то време, Сорокин је била предмет истраге Државног тужиоца Менхетна због банкарске преваре.
17. и 21. августа 2017. године, Сорокин је наводно положила два лоша чека у вредности од 15.000 долара на свој рачун у Сигначур банци, а у наредних неколико дана повукла је око 8.200 долара у готовини пре него што су чекови враћени. 

## Оптужница и хапшење
Сорокин је ухапшена 3. октобра 2017. године, у заседи планираној од Мајкла Мекрафија, полицијског официра њујоршког полицијског одељења које је сарађивало са окружним тужиоцем Менхетна. Да би боље поставио заседу за Ану, Мекрафи је блиско сарађивао са њеном бившом другарицом, Рејчел Вилијамс. У то време, Сорокин је преседала у Песаџес Малибу, луксузном центру за лечење од зависности у Калифорнији.
Да би наговорио Сорокин да изађе на јавно место, где би је било лакше ухапсити, Мекрафи је замолио Вилијамс да уговори ручак у ресторану у центру града. Када је Сорокин изашла из њега, ухапшена је од стране припадника полицијског одељења Лос Анђелеса . Касније тог месеца, Сорокин је осудила порота коју је сазвао окружни тужилац Менхетна Сајрус Вејнс Млађи за два покушаја крађе првог степена, три оптужбе за крађу другог степена и оптужба за прекршајну крађу услуга и лажне захтеве за кредите поднете Сити национал и Фортресу, превару са чековима, путовање до Марока и неплаћене хотелске и ресторанске рачуне. 

## Суђење, пресуда и казна
18. децембра 2018. године, Сорокин се појавила у криминалном суду Њујорка, и одбила је договор у ком би добила девет година затвора. Суђење је почело 20. марта 2019. године, вођено судијом Диан Кисел. 
По њеном захтеву, Сорокинин адвокат је средио да гардеробер набави одећу за њено појављивање у суду  
  У среду, заменила је своју Рајкерс Исланд униформу са Мајкл Корс хаљином. Следећег дана, упарила је скроз црни Сeинт Лорен горњи део са Викториа Бекам панталонама.  У петак, Сорокин је одбила да уђе у судницу, јер није хтела да се појави у оделу које јој је додељено од стране затвора, а њено цивилно одело тог дана није било исплеглано. Након што је плакала и одложила своје суђење за сат и по, судија је натерао да се појави.
На суђењу, њен адвокат ју је бранио тако што је истакао да је њена намера била да отплати дуг и да су јој услуге дате у замену за славу на Инстаграму. Описао ју је као предузетника, и поредио ју је са Френк Синатром, тврдећи да су обоје пружили златну прилику Њујорку. 
25. април 2019. године, након два дана, судија је осудио за осам прекршаја, укључујући пљачку другог степена, покушај пљачке и крађу услуга. Сорокин није проглашена кривом за друге две тужбе: покушај пљачке првог степена повезан са позајмицом од Сити Национала и крађу другог степена, у којој је оптужена за крађу суме од 62.000 долара од Рејчел Вилијамс у Маракешу. 
У интервјуу пре њеног суђења, Сорокин је рекла: ,,Лагала бих вас, и све остале, и себе, ако бих рекла да ми је жао за било шта".  9. маја 2019. године, Сорокин је осуђена на 4 до 12 година у државном затвору, кажњена са сумом од 24.000 долара, и наређено јој је да плати реституцију од 199.000 долара, укључујући 100.000 Сити Националу, 70,000 Сити банци, и отприлике две трећине новца које је дуговала Блејду. .  Ове суме, као и 75.000 долара легалних трошкова везаних за суђење, су исплаћени из Сорокининих примања од 320.000 долара, које је добила због сарадње са Нетфликсом. Суд је дозволио Сорокин да задржи преосталих 22.000 долара.  Сорокин није морала да плати 160.000 долара легалних трошкова које је дуговала Перкинс Коие фирми због неуспешног изнајмљивања куће Црквене мисије, 65.000 долара легалних трошкова због Гибсона Дуна, који су повезани са неуспешном позајмицом од 22 милиона долара, и 30.000 долара легалних дугова које је дуговала Лауенстеин Сандлеру. 
Сорокин је задржана и затворена у Рајкерс Исланду током суђења, где је имала 13 преступа због непрописног понашања, попут туча и неслушања наређења, и стављена је у самицу током Божића.  Након суђења, Сорокин је премештена у Бедфорд Хилс поправни центрар за жене,  пре него што је пребачена у Албион поправни центар.  11. фебруара 2021. године, Сорокин је условно пуштена из затвора.  Након што је пуштена, одмах се пријавала у НоМад хотелу и унајмила Немачку камера екипу да прати и снима њене активности. 
Шест недеља након што је пуштена под условном, 25. марта 2021. године, стављена је под притвор од стране ИЦЕ (агенције за имиграцију) јер је остала иако јој је истекла виза. Држана је у окружном затвору у Њу Џерсију од стране ИЦЕ где је чекала депортацију за Немачку, где је могла легално да остане. Судија за имиграцију је изјавио да би Сорокин, у случају да буде слободна, могла да има могућност да чини преваре и неморалне чинове. 
22. јануара 2022. године, била је позитивна на КОВИД-19 у затвору и стављена је у карантин. Док је још била у затвору 1. марта 2022. године, Сорокин се придружила тужби коју је покренула Америчка унија за грађанска права. Сорокин тврди да је ИЦЕ одбио више захтева за вакцину. Добила је једну дозу Џонсон & Џонсон вакцине претходног априла. 
5. октобра 2022. године, Сорокин је пуштена из затвора под кауцијом од 10.000 долара . Од октобра 2022. године, од Сорокин се захтева да остане у константном кућном притвору са електронским надгледањем и без приступа друштвеним мрежама . Њен кућни притвор био је у њеном апартману од 44 м2 у Ист Вилиџ, Менхетну. 

## Заступање у медијима
2018. године Џесика Преслер објавила је чланак који је био посвећен Ани Сорокин у Њујорку, убрзо након тога платформа Нетфликс је платила Сорокин 320.000 долара за права на њену животну причу.  
Међутим, тужилаштво Њујорка је 2019. године покренуло тужбу против Сорокин користећи државни закон Семов син, који спречава оне који су осуђени за злочине да профитирају од медијске пажње, присиљавајући да већина тих средстава иде на одштету и казне. 
У јулу 2019. године Галери Паблишинг Група, коју држи Симон & Шустер као и издавачка куће Кверкус у Уједињеном Краљевству и Голдман у Немачкој објавили су књигу Моја пријатељица Ана,  познатог дела писца Рејчел ДеЛоуч Вилијамс која детаљно описује њене доживљаје са Сорокин, укључујући и како је пут у Маракеш утицао на њу финансијски и ментално.   Вилијамс је добила 300.000 долара за књигу, а сценариста Лена Дунхам је платила 35.000 долара за телевизијска права на њену причу али их није користила, па су права на причу враћена Вилијамс.
Прича о Сорокин била је тема неколико ТВ емисија, као што су Американ Грид на ЦНБЦ-у,  епизоде Џенерејшн Хасл на ХБО Максу, епизоде 20/20, где је Сорокин интервјуисала  Деборах Робертс док је била у притвору у ИЦЕ  и епизоде 60 Минута. 
У децембру 2019. године, ББЦ Радио 4 је објавио драмско-документарни подкаст новинарке Вики Бејкер и драмског писца Клои Мос под називом Лажна племкиња у којем Бела Дејн у главној улози глуми Сорокин.  У серији Кејти Кин из 2020. године, лик Пепер Смит који је представила глумица Џулиа Чан, донекле је инспирисан Сорокином.   
Крајем јула и почетком августа 2021. године, позоришна представа Ана Х била је инспирисана причом о Сорокин, аутора Јозефа Чарлтона, са Емом Корин и Набан Ризваном у главним улогама, изведена је у Харолд Пинтер Театру у Лондону и Лаурy у Салфорду. 
Шонда Рајмс је креирала деветоделну серију на Нетфликсу под називом Измишљајући Ану. У њој, лик Ане Сорокин тумачи Јулиа Гарнер. Серија је пуштена у фебруару 2022. године и била је најгледанији програм на Нетфликсу током недеље када је објављена. 
2022. године Сорокин је потписала уговор са Буним/Мурај Продукцијом за ријалити-телевизијску серију о свом животу након затвора,  а ради и на књизи и подкасту.  Крајем маја 2022. године, била је гошћа у подкасту Ово је Париз са Парис Хилтон и Ники Ротчајлд. 

## Након затвора
До децембра 2022. године, Сорокин је продавала уметничка дела у вредности од 340.000 долара. Новац је коришћен за кауцију и плаћање трошкова тромесечне станарине за Сорокинин једнособан стан од 4.250 долара месечно у Ист Вилиџ, Менхетну. 

### Уметничке изложбе
На адреси 176 Деланси Стрит на доњој источној страни Менхетна, од 17. до 24. марта 2022. године, одржана је привремена групна изложба под називом Ослободите Ану Делви, док је Сорокин још била у затвору.  На изложби је било изложено уметничко дело 33 уметника инспирисаних Сорокин, укључујући Ноа Бекера, издавача часописа Вајтхот.   Свако од уметничких дела било је понуђено на продају по цени од 10.000 долара.   Кустоси су били Алфредо Мартинез, који је раније био у затвору због фалсификовања слика Жан-Мајкл Баскиата, и Јулие Морисон, која је дала 8.000 долара сопственог новца како би финансирала изложбу, али никада није била враћена, упркос обећањима Сорокин да ће то учинити.  Једно од дела, названо Пошаљите биткоин, приказивало је седу Сорокин у црвеној хаљини док ради на рачунару окренута леђима гледаоцу. Друга дела укључивала су Ана он ајс и ИЦЕ, који се односе на америчку службу за имиграцију и царину.  УлтраЊЈ је назвао ова дела скице и део њеног последњег подухвата како би профитирала од своје новостечене славе,   док је Гранџ изјавио да је изложба „генерално приказана Сорокин у симпатичном, ако не и на отворено позитиван начин“. 
19. маја 2022. године, док је Сорокин још била у затвору, догађај назван Наводно одржан је у ноћном клубу на другом спрату хотела Публиц у Менхетну.   Отварање је почело уз песму Флешинг лајтс репера Кање Веста, а атмосферу су даље подизали драг краљица Јухуа Хамасаки и модели који су носили Сорокинине цртеже у позлаћеним рамовима.  Модели су били обучени у беле рукавице, Версаћенаочаре за сунце и црне чарапе које су прекривале њихову главу и лице.  Сорокин се обратила публици путем снимљене поруке, истичући да је њена изложба ,,моја прича из мог угла". Цртежи су поново били понуђени по цени од по 10.000 долара, а Сорокин је најавила да ће 15% прихода бити донирано у добротворне сврхе.  Многи новинари и креатори посетили су овај догађај.

### Незаменмљиви токени
У јуну 2022. године, Сорокин је објавила да лансира колекцију незаменљивих токена. Створила је 10 таквих токена за које је тврдила да ће омогућити купцима осећај блискости са креатором.  

### Мода
13. септембра 2023. године, током Недеље моде у Њујорку, Сорокин је организовала догађај на крову свог стана у Источном селу, где је била у кућном притвору.  Сарађивала је са модном креаторком Кели Кутрон. 

## Лични живот
Сорокин има налоге, које је описала као сатиричне, на Твитеру и Инстаграму. Преко Инстаграма је ступила у контакт са Јулиом Фокс, с којом планира сарадњу.  У јануару 2021. године, Сорокин је написала саркастично писмо Доналду Трампу у којем је предвидела да ће он постати затвореник на Рикерс Исланду.  
Сорокин је имала дечка у Њујорку две године све док није отишао у Уједињене Арапске Емирате. Иако је чувала идентитет свог дечка у тајности, Сорокин је открила да је њен дечко одржавао ТЕД говоре и да је био представљен у часопису Њујоркер. Предложила је да ће открити његов идентитет уз накнаду, почевши од 10.000 долара. Међутим, Рејчел ДеЛоуч Вилијамс је открила да је дечко Хантер Ли Соик.   

## Такође погледајте
- Листа превараната сличних Ани

## Спољaшње везе
- Ана Сорокин